# Philodendron modestum
Philodendron modestum är en kallaväxtart som beskrevs av Heinrich Wilhelm Schott. Philodendron modestum ingår i släktet Philodendron och familjen kallaväxter.
Artens utbredningsområde är Venezuela. Inga underarter finns listade.